# Carallia orophila
Carallia orophila är en tvåhjärtbladig växtart som beskrevs av A.J.G.H. Kostermans. Carallia orophila ingår i släktet Carallia, och familjen Rhizophoraceae. Inga underarter finns listade i Catalogue of Life.